# Filip (jáhen)
Svatý Filip či Filip Evangelista je jeden z prvních diakonů (jáhnů) rané církve, světec, nazývaný v Novém zákoně též evangelistou.

## Život a legendy
Poprvé je zmíněn ve Skutcích apoštolů (6:5) jako jeden ze Sedmi jáhnů, kteří byli vybráni starat se o Jeruzalémskou církev.
Po mučednické smrti svatého Štěpána odešel do Samařska kde kázal. Mezi jeho konvertity patřil Šimon Mág.
Na jedné z jeho cest se mu mezi Jeruzalémem a Gazou zjevil anděl a promluvil k němu. Následně pokřtil etiopského dvořana (kleštěnce).
Později žil v Caesarei se svými čtyřmi dcerami, které byly prorokyněmi (Sk 21:8-9).
Pozdější prameny zmiňují Filipa jako biskupa Tralles v Asii. Pozdější východní tradice jej řadí mezi 70 učedníků Ježíše Krista.
Jeho svátek se slaví 11. října.